# Холоднокровний Люк (фільм, 1967)
«Холоднокровний Люк» (англ. Cool Hand Luke) — американський художній фільм 1967 року режисера Стюарта Розенберга. Цей фільм є адаптацією однойменного роману 1965 року американського письменника і журналіста Донна Пірса. Кінострічка мала успіх у глядачів і принесла значний фінансовий прибуток. Пол Ньюман був номінований на премію «Оскар» за найкращу чоловічу роль, а Джордж Кеннеді виграв премію «Оскар» за найкращу чоловічу роль другого плану. У 1995 році фільм був внесений до Національного реєстру фільмів США. Пол Ньюман у ролі Люка Джексона зайняв 30-те місце у списку «100 найкращих героїв і лиходіїв за версією AFI», а фільм зайняв 71-ше місце у рейтингу «100 найбільш надихаючих американських фільмів за 100 років за версією AFI». На 1 березня 2024 року фільм займав 245-ту позицію у списку 250 кращих фільмів за версією IMDb.

## Сюжет
На початку 1950-х років у Флориді ветеран Другої світової війни Лукас «Люк» Джексон, бувши п'яним, зрізає кілька паркоматів. Його засуджують до двох років ув'язнення в таборі, яким керують суворий наглядач «Капітан», його колега «Годфрі», і стрілець «Безокий», який завжди носить сонцезахисні окуляри. Навіть незначні порушення караються посадженням на ніч до карцера — тісної будки на подвір'ї. В'язні зайняті будівництвом доріг під палючим сонцем.
Люк відмовляється дотримуватися встановленого порядку серед ув'язнених, де панує жорстка ієрархія. Він швидко стикається з їхнім ватажком, Драглайном. Коли вони влаштовують боксерський поєдинок, Люк сильно поступається, але відмовляється погоджуватися на приниження. Зрештою, Драглайн зупиняє бійку, але наполегливість Люка заслужує повагу в'язнів і привертає увагу охоронців. Пізніше він виграє в покер, за що Драглайн називає його «Холоднорукий Люк».
Люка відвідує його хвора матір, Арлетта, яка порівнює його з батьком. Люк після цього стає більш оптимістичним щодо своєї ситуації. Він неодноразово виявляє непокору капітану та охоронцям, а його почуття гумору та незалежність надихають інших ув'язнених. Боротьба Люка за верховенство досягає апогею, коли він очолює робочу бригаду в, здавалося б, неможливій, але успішній спробі завершити роботу з асфальтування дороги менш ніж за день. В'язні ще більше захоплюються ним, коли Люк виграє парі, що зможе з'їсти 50 яєць за годину.
Одного вечора Люк отримує повідомлення про смерть матері. Передбачаючи, що Люк може спробувати втекти, щоб бути присутнім на похороні, капітан замикає його в камері. Пропустивши похорон, Люк вирішує втекти. Під прикриттям святкування Дня Незалежності він робить свою першу спробу втечі через дірку під ліжком. Його згодом ловлять завдяки собакам і повертають. Капітан надягає Люку на ноги кайдани та виголошує попереджувальну промову перед ув'язненими.
Невдовзі Люк тікає вдруге, обманувши Безокого за допомогою нитки, щоб зімітувати свою присутність у кущах. Він позбувається кайданів завдяки допомозі двох хлопчиків, а свій запах маскує від собак спеціями. Перебуваючи на волі, Люк надсилає до в'язниці журнал, на якому він зображений з двома красивими жінками. Невдовзі його знову ловлять, б'ють, повертають до табору для військовополонених і одягають кайдани на руки та ноги. Капітан попереджає Люка, що його вб'ють, якщо він знову спробує втекти втретє. Люк зізнається в'язням, що фото він підробив. Спочатку інші в'язні зляться, але коли Люк повертається після тривалого перебування в карцері, і його карають, змушуючи з'їсти величезну порцію рису, інші допомагають йому доїсти.
За втечу охоронці карають Люка, змушуючи багато разів копати й записати марну яму на подвір'ї. Зрештою він ламається та благає про пощаду, втрачаючи повагу своїх співкамерників. Люк стає розсильним для охоронців, але насправді прямує останню втечу. Одного разу він краде вантажівку, вкравши ключі від інших авто. З ним тікає і Драглайн. Покинувши вантажівку, вони маскують її гілками та вирішують піти далі поокремо.
Люк заходить до церкви та розмовляє з Богом, якого звинувачує в тому, що Він створив Люка поганим. Прибувають поліцейські машини, і затриманий ними Драглайн, який закликає Люка здатися і тоді його лишать живим. Замість цього Люк глузливо повторює промову капітана поліції. Годфрі стріляє йому в шию. Драглайн виносить пораненого Люка назовні та здається, але потім кидається на Годфрі та встигає його задушити. Капітан наказує везти Люка до віддаленого тюремного лазарету замість місцевої лікарні, щоб переконатися, що Люк не переживе поїздку. Люк слабо посміхається і дорогою помирає.
Через деякий час в'язні працюють біля сільського перехрестя неподалік від місця, де застрелили Люка. Драглайн тепер у кайданах, але тепло згадує «Холоднокровного Люка», розповідаючи про нього іншим в'язням.

## Ролі виконують
- Пол Ньюман — Люк Джексон
- Джордж Кеннеді — Драглайн
- Джо Ван Фліт — Арлета Джексон, мати Люка
- Стратер Мартін — Капітан
- Морган Вудворд —  Годфрі
- Денніс Гоппер — Бабалюга
- Гаррі Дін Стентон — Трамп

## Сприйняття
Джон Махоні в рецензії для The Hollywood Reporter 1967 року стверджував, що Ньюмен чудово грає Люка, хоча зрештою ситуації та реакції його колег розповідають більше, ніж його власні вчинки. Люк дуже індивідуальний і кмітливий, він відмовляється підкорятися системі чи визнавати поразку в особистих битвах. Його головна проблема полягає в тому, що він став для інших в'язнів символом незламності, і його більше не бачать як людину. Стюарт Розенберг часто, іноді надмірно, проводить паралелі між Люком і Ісусом Христом. Люк переживає особисте зречення учнів, муки в саду, протистоянням із зрадником та жертву за людство.
Марк Гарріс у Film Comment писав, що це був перший студійний фільм режисера Стюарта Розенберга, і, хоча він згодом зняв ще десяток (включаючи «Брубейкера», ще одну добре сприйняту драму, дія якої відбувається в рамках південної пенітенціарної системи), — більшість його фільмів не зрівнялися з успіхом чи художністю його дебюту. «Холоднокровний Люк» був сміливим і ризикованим твором для свого часу через тематику виправного закладу та грубі слова персонажів. Чоловіча спільнота табору з суворими правилам функціонує як стійка алегорія війни у В'єтнамі. Кожен аспект, від спітнілої, запиленої палітри до ноток іронічної марності, що пронизують кожну сцену, уособлює собою відмову від студійних норм та сповіщення нової ери в американському кінематографі.
Згідно з CBR, без Пола Ньюмена це був би зовсім інший фільм. Сумна правда про Люка, поєднана з його натхненною особистістю та нещасливою долею, роблять глядачам боляче від завершення фільму. Люк був оригінальним, його втрата відчувається, але його вплив вічний.
На Rotten Tomatoes фільм схвалили 100 % критиків і 95 % пересічних глядачів.

## Нагороди
- 1968 — Премія «Оскар» Академії кінематографічних мистецтв і наук:
  - за найкращу чоловічу роль другого плану — Джордж Кеннеді
- 1968 — Премія «Лаврова нагорода»[en] (Laurel Awards):
  - за найкращу чоловічу роль другого плану — Джордж Кеннеді
  - 3-те місце за найкращу чоловічу роль — Пол Ньюман
- 1968 — Премія Національної спілки кінокритиків США (NSFC):
  - за 2-ге місце серед найкращих операторів[en] — Конрад Гол

## Навколо фільму
- Номер в'язня Люка (37) пов'язується з цитатою з Святого Письма: «Бо немає нічого неможливого для Бога» (Євангеліє від Луки, глава 1, вірш 37).
- Джо Ван Фліт зіграла роль матері Люка, попри те, що різниця у віці між нею і Полом Ньюманом була тільки 11 років.